# Zabalotstse
Zabalotstse (belarusiska: Забалоцце) är en agropolis i Belarus. Den ligger i Smaljavitjy rajon i Minsks voblast, i den centrala delen av landet, 30 km öster om huvudstaden Minsk. Zabalotstse ligger 193 meter över havet och antalet invånare är 640.

## Natur och klimat
Terrängen runt Zabalotstse är platt. Närmaste större samhälle är Smaljavitjy, 4,6 km nordost om Zabalotstse.
Omgivningarna runt Zabalotstse är en mosaik av jordbruksmark och naturlig växtlighet. Runt Zabalotstse är det ganska glesbefolkat, med 34 invånare per kvadratkilometer.